# Jean Thévenot
Jean Thévenot (16. lipnja 1633. – 28. studenog 1667.) bio je francuski svjetski putnik poznat po brojnim putopisima s putovanja Istokom. Bio je i jezikoslovac, prirodoslovac i botanist. Rođen je u Parizu i obrazovao se na sveučilištu Collège de Navarre.
Thévenota su još od ranije dobi putopisi zainteresirali za putovanja, a njegovo bogatstvo omogućilo mu je da ispuni svoje želje. Napustio je Francusku 1652. godine, i krenuo na prvo putovanje u Englesku, Nizozemsku, Njemačku i Italiju. U Rimu se upoznao drugim francuskim pustolovom D'Herbelotom, koji ga je pozvao na putovanje Levantom. Budući kako je D'Herbelot imao privatnih problema, Thévenotu koji ga je čekao na Malti je popustilo strpljenje pa se 1655. sam zaputio prema Carigradu. Nakon dolaska u Aziju, putovao je grčkim otocima, a zatim Egiptom, Palestinom i Sirijom. Krajem ljeta 1664. godine zaputio se u Perziju gdje je posjetio Kermanšah, Hamadan i Isfahan, dok je godinu dana poslije krenuo put Indije. U Isfahanu se u nesreći ozlijedio pištoljem, a preminuo je na drugom putovanju prema Indiji.
Thévenot je bio vješt poliglot; služio se turskim, arapskim i perzijskim jezikom. Odlično je poznavao i prirodne znanosti, posebno botaniku za koju je napravio veliku zbirku u Indiji. Bio je vrlo poštovan širom svijeta, a njegova djela se rado čitaju i u današnje vrijeme. Prva zbirka njegovih putopisa izdana je u Parizu 1665. godine, a čini prvi dio njegovih Putovanja („Voyages“). Djelo je licencirano još 1663. godine, a predgovor govori kako ju je Thévenot uredio kao podlogu pred njegovo drugo putovanje na istok. Drugi i treći dio „Voyagesa“ postumno su objavljena 1674. odnosno 1684. godine, dok je engleski prijevod tiskan u Londonu 1687. godine.

## Vanjske poveznice
- Jean Thévenot: „Voyages“